# جان سالموند
جان سالموند (انگلیسی: John Salmond; ۱۷ ژوئیهٔ ۱۸۸۱ – ۱۶ آوریل ۱۹۶۸) فرد نظامی اهل بریتانیا بود. وی همچنین برندهٔ جوایزی همچون نشان حمام، نشان سلطنتی ویکتوریایی، نشان لئوپولد و نشان خدمات برجسته (ارتش آمریکا) شده‌است.